# Луаньхеїт
Луаньхеїт — мінерал групи металів та інтерметалічних сполук.

## Загальний опис
Відкритий 1984 китайськими мінералогами Ш. Діанксіном, Ж. Янксіонґом і Ж. Янхонгом.
Хімічна формула: Ag3Hg. Містить (у %): Ag — 62,4; Hg — 37,9; Co — 0,05; Cu — 0,01.
Має гексагональну сингонію. Утворює плоскі зерна, які збираються у нерегулярні сферичні агрегати, а також зростки з другими мінералами ртуті та срібла і силікатами. Густина 12,5; твердість 2,5. Колір білий, блиск металічний; непрозорий, анізотропність дуже слабка. Асоціюється з золотом, свинцем, цинком, меркурієм, сріблом, силікатами.

## Розповсюдження
Знайдено у Чилі, РФ, Арґентині, Італії, Мексиці, Словаччині, Швеції.